# شهرک صنعتی سنندج ۱
شهرک صنعتی سنندج ۱ یک منطقهٔ مسکونی در ایران است که در دهستان حومه (سنندج) واقع شده‌است. شهرک صنعتی سنندج ۱ ۲۱۷ نفر جمعیت دارد.